# فريق أول (رتبة عسكرية)
فريق أول (بالإنجليزية: Colonel General)‏ هي ثاني أعلى رتبة

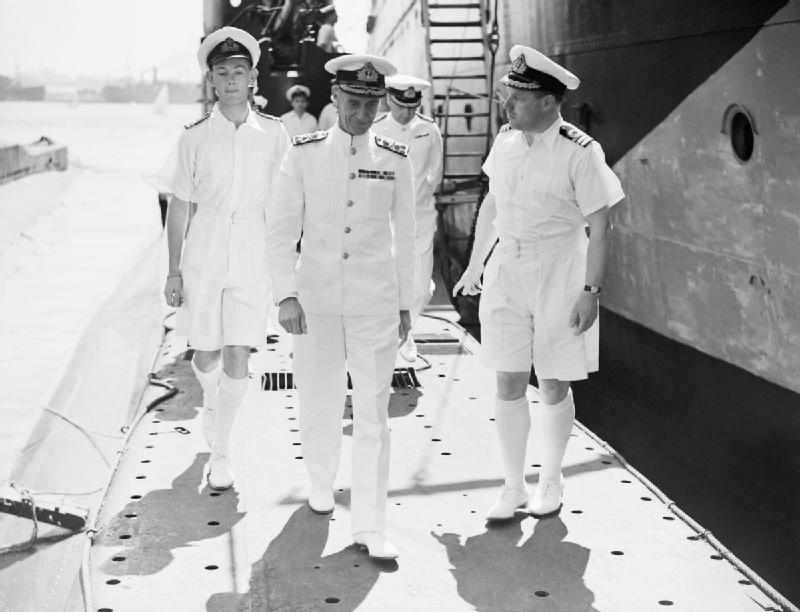
«أميرال» في البحرية الملكية البريطانية بميناء الإسكندرية أثناء الحرب العالمية الثانية

قد تكون رتبة الفريق أول أعلى وأسمى رتبة في بعض الدول ويكون هناك شخص واحد يحمل هذه الرتبة؛ وقد تكون أحد الرتب العليا في عدة دول أخرى مثل السعودية ومصر وغيرها في الجيش ويحصل عليها 2 إذا كان قائد الجيش مشير. أما إن لم يكن هناك مشير فلا يحصل عليها سوى قائد الجيش فقط.

## فريق أول بحري
فريق أول بحري أو الأدميرال أو الأميرال (عن العربية أمير البحر) هو قائد الأسطول. وهي رتبة عسكرية تمنح لأعلى الضباط البحريين ويكون الأدميرال هو القائد المركزي في الأسطول.
هذا اللقب لا يستخدم في كل دول العالم ويختلف من دولة إلى أخرى:
- في القوات البحرية المصرية رتبته فريق أول
- في البحرية الأمريكية والبحرية البريطانية «أدميرال»
- في البحرية الفرنسية «أميرال»

## في النمسا

وكان الكولونيل جنرال (جنرالوبرست) ثاني أعلى رتبة في الجيش النمساوي المجري، الذي تم تقديمه بعد النموذج الألماني في عام 1915. لم تستخدم رتبة بعد الحرب العالمية الأولى في الجيش النمساوي للجمهورية.

## في الصين
كان جيش التحرير الشعبي برتبة دا جيانغ (الصينية: لمرت将؛ مضاءة.' الجنرال الكبير') من 1955 إلى 1965. كانت رتبة (دا جيانغ) مطابقة للرتبة السوفيتية للكولونيل الجنرال وقد ألغي نظام الرتب في جيش التحرير الشعبي في عام 1965 وأعيد في عام 1988. أدخل نظام عام 1988 رتبة يي جي شانغ جيانغ (الصينية: الكردستان级上将؛ مضاءة. ولم يكن أحد يشغل مثل هذه الرتبة وألغيت في عام 1994.

## في تشيكوسلوفاكيا

أنشئت رتبة العقيد العام (generálplukovník) في الجيش التشيكوسلوفاكي في عام 1950؛ هو كان سقطت بعد ال 1993 حل من الدولة.

## في مصر

الجيش المصري يستخدم رتبة تترجم بـ«الفريق أول». وهو يساوي رتبة 4 نجوم. ويكون عادة رئيس الأركان

## في فرنسا
في الجيش الفرنسي، تحت نظام Ancien، كان يعرف الضابط في القيادة الاسمية لجميع أفواج فرع معين من الخدمة (أي المشاة، سلاح الفرسان، دراغون، القوات السويسرية، الخ) باسم الجنرال العقيد. لم تكن هذه رتبة، بل مكتب للتاج.

## في جورجيا
واعتمدت جمهورية جورجيا تسميات سوفياتية بعد استقلالها في عام 1991 بحيث توجد رتبة عقيد عام (გენერალ- პოლკოვნიკი الجنرال بولكوفنكي)، ومع ذلك لا تستخدم إلا بأعلى رتبة ممكنة في وزارة الداخلية.

## في ألمانيا
وكانت الرتب الألمانية المكافئة من فئة أربع نجوم (OF-9) فيرماخت ألمانيا النازية هي جنرالوبرست وجنرالاميرال.
كما تم استخدام عاموبيرست أيضاً كقب رتّب ثلاث نجوم (OF-8) للجيش الشعبي الوطني لألمانيا الشرقية حتى إعادة توحيد ألمانيا في عام 1990. ومع ذلك، فإن Bundeswehr (الأولى في ألمانيا الغربية ومنذ عام 1990 في ألمانيا الموحدة) لا تستخدم رتبة.

## في المجر

في المجر، تم إدخال رتبة العقيد العام (vezérezredes) إلى الجيش الإمبراطوري والملكي (القوة البرية المشتركة في النظام الملكي المزدوج) في عام 1915. حلت الرتبة محل صفوف جيالوغي تابرانوك (الجنرال المشاة)، وlovassági tábornok (الجنرال من سلاح الفرسان)، وtáborszernagy (عام المدفعية) في أوائل 1940s.
لا يزال لقب رتبة vezérezredes في استخدام أعلى مرتبة (أربع نجوم) الضباط العامين من قوات الدفاع المجرية (المجرية: Magyar Honvédség) والأجنبية من فئة أربع نجوم ضباط الألقاب تترجم عادة باسم vezérezredes في المجرية، بما في ذلك الكومنولث الجوي القوات المارشالات.

## في العراق

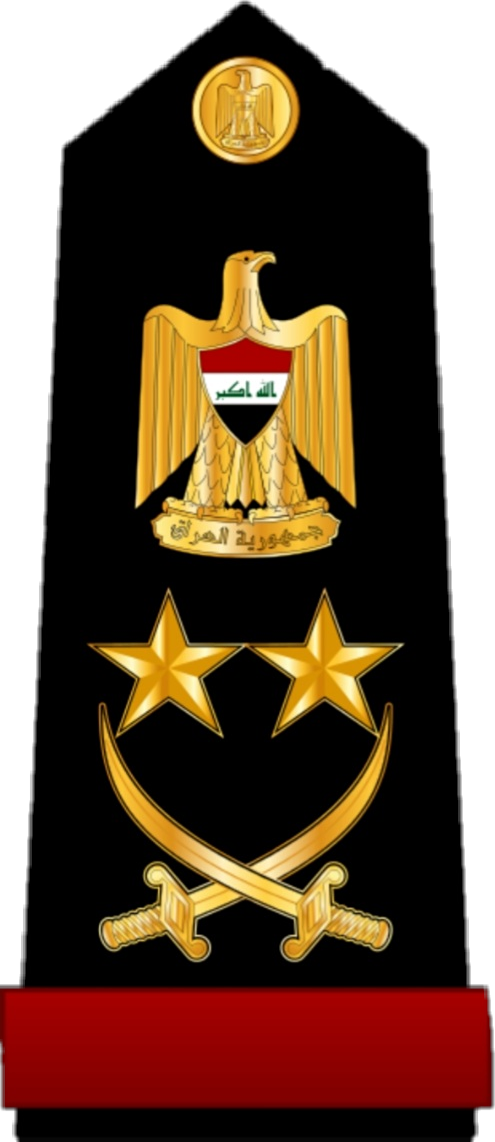
تبة فريق أول (قوات خاصه) بالجيش العراقي

وتسمى الرتبة المعادلة للعقيد العام في العراق «فريق أول»، باللغة العربية "1" التي تعتبر الآن من أعلى الرتب في الجيش العراقي.

## في منغوليا

وفي عام 1961، مُنح ج.لخاغفارين لقب العقيد العام لجمهورية منغوليا الشعبية. تم إصداره لـ 9 أشخاص في المجموع. ومنذ عام 2006، أُزيلت هذه الرتبة من صفوف القوات المسلحة المنغولية. هناك 9 أشخاص في منغوليا الذين تمت ترقيتهم إلى العقيد العام. ويعيش حاليا شخص واحد. إنه (سوفومين لوفسانجومبو) وكان أيضا وزيرا للضمان الاجتماعي في جمهورية منغوليا الشعبية.

## في كوريا الشمالية

وتترجم رتبة سانغانغ الكورية الشمالية بأنها «عقيد جنرال». سانغانغ هو كبار إلى أن جونغجانغ (عادة ما تترجم باسم «الجنرال») وصغار إلى أن من daejang (عادة ما تترجم على أنها «عامة»).
وعادة ما يشغل هذه الرتبة قائد الوحدات الواقعة على طول المنطقة المجردة من السلاح الكورية والمنطقة الأمنية الكورية الشمالية في بانمونجوم. وهو أيضا الرتبة التي يشغلها الجنرال قائد قيادة الدفاع في الجيش الشعبي الكوري في بيونغ يانغ.

## في روسيا
رتبة العقيد جنرال (الروسية: генерал-полконик، بالحروف اللاتينية: لم يكن موجودا في الإمبراطورية الروسية[الاستشهاد المطلوب] وأنشئت لأول مرة في الجيش الأحمر في 7 مايو 1940، كبديل لل командарм второго ранаg (kommandarm vtorovo ranga، «قائد الجيش من الدرجة الثانية». خلال الحرب العالمية الثانية، تمت ترقية حوالي 199 ضابطا إلى رتبة عقيد عام. قبل عام 1943، كان الجنرالات العقيد السوفياتي يرتدون أربع نجوم على بقع طوقهم (صغير). منذ عام 1943، كانوا يرتدون ثلاث نجوم على أحزمة الكتف، لذلك تشارلز بيتيبون يقارن رتبة إلى الفريق الأمريكي.
الرتبة بعد يتواجد في ال معاصرة جيش روسيّة وقوّة جوّيّة. [الحاجة إلى الاستشهاد] وعلى عكس الجنرالات الألمان (الذي كان على الأرجح قد قله)، فإن رتبة الكولونيل السوفياتي والروسي الجنرال ليست استثنائية ولا نادرة، لأنها خطوة طبيعية في «السلم» بين جنرال من نجمتين وجنرال في الجيش من فئة أربع نجوم.

## في السويد
وكان العقيد جنرال (الجنرالات) أيضا رتبة عسكرية عليا في السويد، وتستخدم أساسا قبل القرن 19.

## في سوريا
الجيش العربي السوري يستخدم رتبة العقيد العام ("عماد أووال اواي 1) فقط لكبار رتبة الجيش تحت رتبة المشير. وعادة ما يكون وزراء الدفاع فقط قد شغلوا هذه الرتبة - حيث لم يشغل هذه الرتبة سوى ستة ضباط حتى الآن - حافظ الأسد، ومصطفى طلاس، وحكمت الشهابي، وعلي حبيب محمود، ودود راجية، وفهد جاسم الفريج.

## في المملكة المتحدة
استخدم لقب العقيد العام قبل وأثناء الحرب الأهلية الإنجليزية في كل من الجيوش الملكية والبرلمانية. وفي هذه الحالات، يبدو أنه كثيرا ما كان يعني وجود عقيد أقدم بدلا من جنرال كبير.

## في الولايات المتحدة
في الولايات المتحدة، كقائد للجيش، كانت الرتبة المكافئة جنرال (جنرال من فئة أربع نجوم، درجة O-10).

## في فيتنام
في فيتنام، تعرف رتبة العقيد العام باسم Thượng Tướng (حرفيا «الجنرال الأعلى»). وهي رتبة ثلاث نجوم (OF-9a) في القوات البرية والقوات الجوية. Thượng Tướng أقدم في Trung Tướng (عادة ما يترجم «برتبة جنرال») ومن المبتدئين إلى Đại Tướng (عادة ما يترجم إلى «عام»). يتم استخدامه في الجيش والقوات الجوية.

## الرتب في بعض الدول

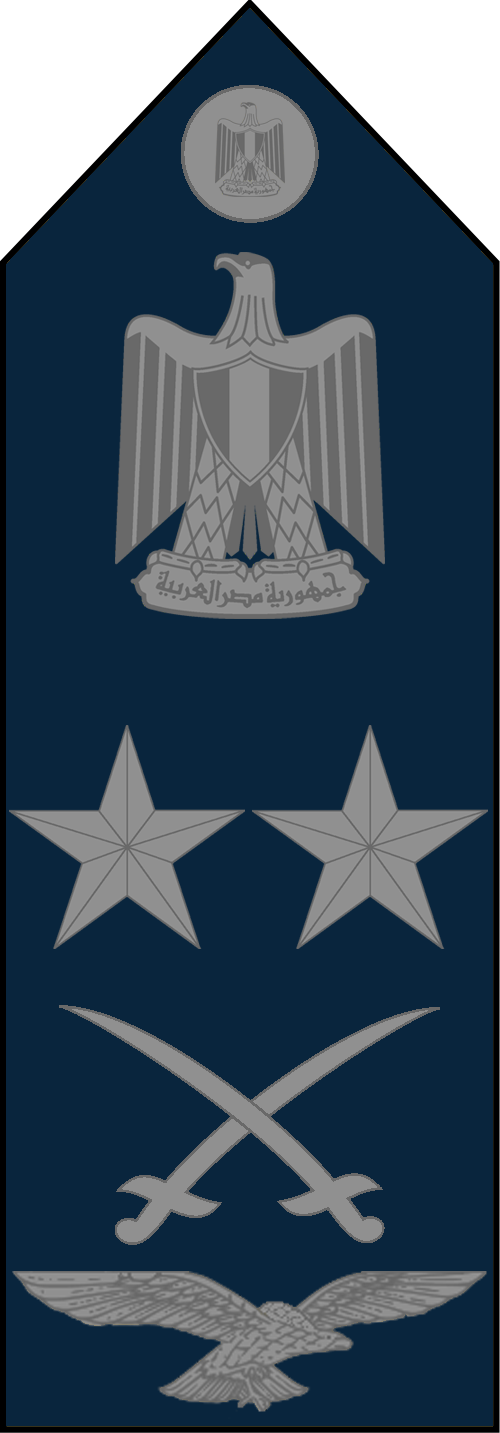
رتبة فريق أول طيار في القوات الجوية المصرية (بالإنجليزية: Air Chief Marshal)‏.
رتبة أدميرال في البحرية الملكية البريطانية.
رتبة فريق أول في القوات المسلحة الأردنية.
رتبة فريق أول في القوات المسلحة المغربية.
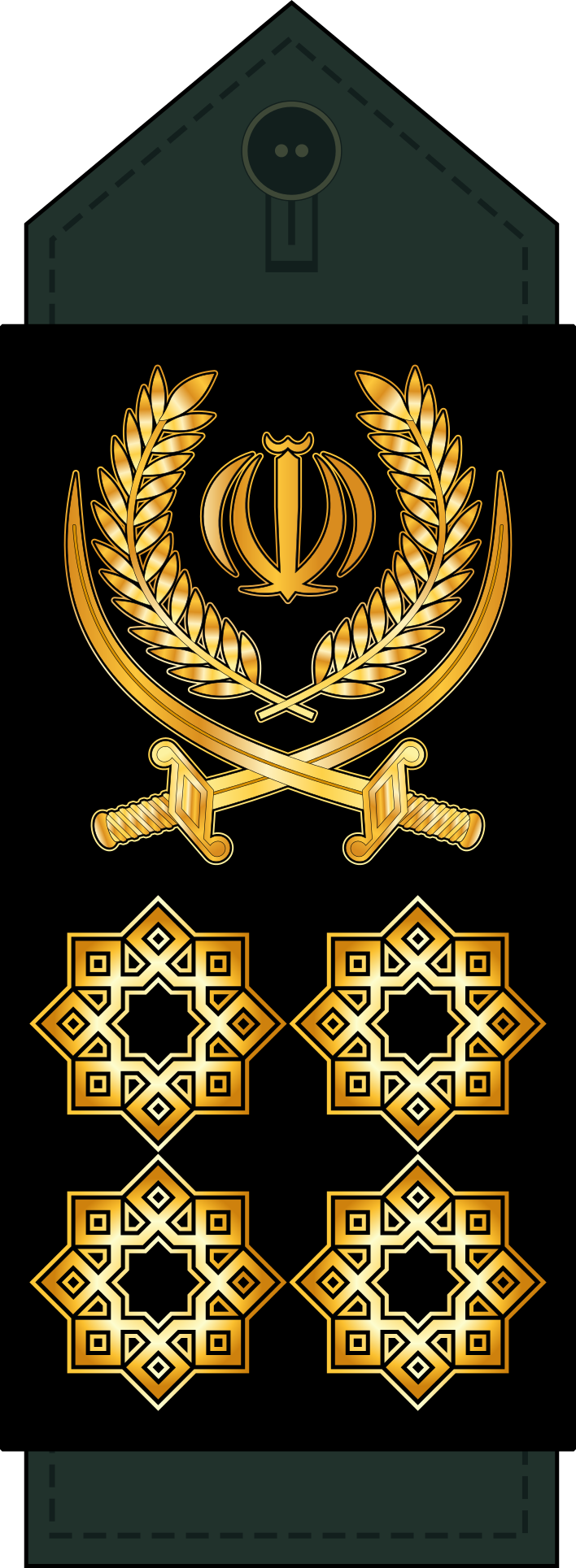
رتبة فریق أول في القوات المسلحة الإيرانية (الحرس الثوري الإيراني)
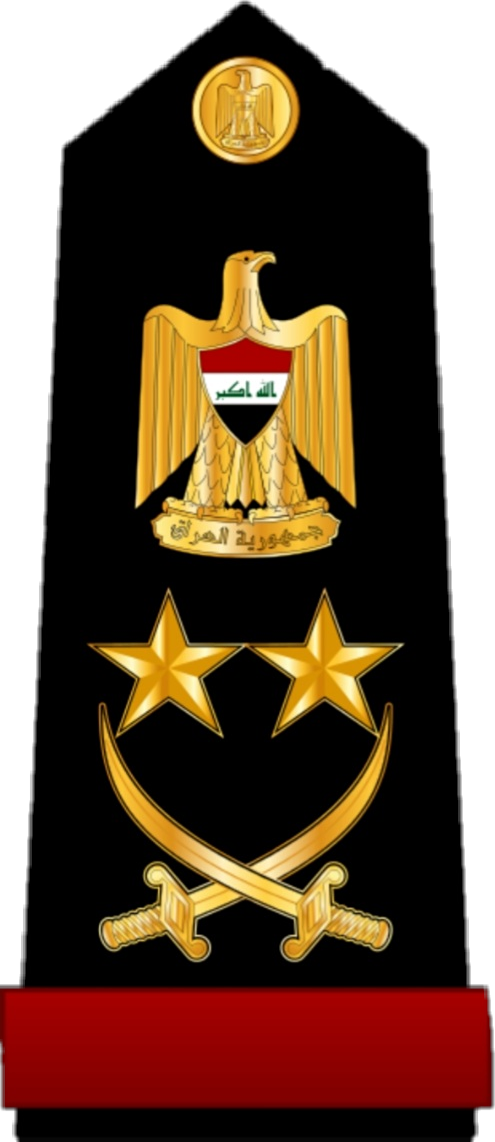
رتبة فريق أول (قوات خاصه) بالجيش العراقي